# Линдерн (Ольденбург)
Линдерн (нем. Lindern) — община в Германии, в земле Нижняя Саксония.
Входит в состав района Клоппенбург. Население составляет 4621 человек (на 31 декабря 2010 года). Занимает площадь 65,81 км².

Линдерн (Ольденбург)

| Год  | Население |
| ---- | --------- |
| 1990 | 3967      |
| 1995 | 4372      |
| 2000 | 4542      |
| 2005 | 4648      |
| 2010 | 4572      |